# Chiesa di San Martino (Legnano)
La chiesa di San Martino è un luogo di culto cattolico di Legnano. È dedicata a San Martino di Tours.

## Storia
La chiesa di San Martino è stata edificata nel XV secolo, ma un edificio intitolato allo stesso Santo era presente nell'elenco scritto dallo storico Goffredo da Bussero nel 1389. La chiesa di San Martino è quindi un rifacimento di un altro edificio ben più antico. Un altro documento che prova la presenza di una chiesa più antica dedicata a San Martino di Tours è il testamento di Giovanni da Legnano, giurista legnanese del XIV secolo, che è datato 27 marzo 1376: "[...] Coloro ai quali il testatore ha lasciato l'usufrutto dei suoi beni, in quel di Milano e nella località di Legnano, sono tenuti nell'anniversario della sua morte a far celebrare ogni anno una messa nella chiesa di S. Martino a Legnano e a fare ai poveri l'elemosina di un moggio di pane, fermo restando il consolidamento dell'usufrutto nella proprietà, in mancanza di adempimento da parte degli usufruttuari ed eredi [...]".
La chiesa di San Martino precedente aveva l'ingresso verso l'odierna via Bellingera, quindi verso nord-sud. Esso è anche menzionato negli scritti del prevosto di Legnano Agostino Pozzo nel 1650, dove si può leggere "[...] chiesa campestre posta tra le vigne di Sant'Angelo (convento dei frati minori osservanti, fondato da Beato Michele Carcano). Alle volte si cantava messa in questa chiesa alla festa di San Martino et si costumava distribuire certo pane fatto in forma di quella che si costuma la festa di San Nicolao, il medesmo si faceva festa di San Bernardo a Rescaldina [...]".
Con la nuova chiesa di San Martino, l'orientamento fu cambiato con lo spostamento della facciata verso l'odierna via Roma, cioè ad ovest. Il cronista Giuseppe Pirovano riporta infatti che "[...] nel 1661 si iniziò a ubicare di fianco alla chiesa la casa per il cappellano, che non fu terminata perché lo stesso si rifiutò di abitarla in quanto troppo fuori della borgata. Al mantenimento del chiericato per questa chiesa provvidero dapprima i Borromeo, poi le famiglie Prata e Prandoni [...]".
Fra il 1880 e il 1966 la chiesa era raggiungibile con un'apposita fermata della tranvia Milano-Gallarate, gestita dalla STIE.

## La chiesa e le opere artistiche
La chiesa di San Martino è sussidiaria di quella di San Domenico. Il corpo dell'edificio della chiesa di San Martino è rettangolare e possiede un soffitto a cassettoni e una sagrestia con volta a crociera. Nell'abside è dipinto un affresco riproducente la deposizione di Cristo. Il dipinto, che è attribuito a Giovanni Lampugnani, risale al 1480.
Nella chiesa è anche presente un frammento di affresco di stile lombardo-bizantino che proviene dal precedente edificio dedicato a San Martino. Questo frammento di pittura, che è situato sulla parete sinistra, raffigura una parte del volto di Gesù Cristo. Forse era compreso in una rappresentazione della Via Crucis. Ai lati del parapetto sono presenti due affreschi più recenti riproducenti San Martino e San Domenico.
Nel XVIII secolo fu innalzato il campanile. Nello stesso secolo, la chiesa fu oggetto di alcune modifiche, che compresero l'installazione di serramenti alle finestre della facciata e la chiusura di alcune aperture interne all'edificio.
Nel 1977 l'edificio fu ristrutturato. Nell'occasione, furono rinnovati il pavimento ed il tetto. Inoltre, gli affreschi vennero restaurati. Infine, fu realizzata una vetrata per il finestrone della facciata e venne posato, sul sagrato, un mosaico in marmo. I soggetti del mosaico e della vetrata si rifanno alla battaglia di Legnano e alla contrada San Martino.
Nel 1984 è stato dipinto, sulla parete sinistra, un affresco che richiama la vita di San Martino di Tour. Il Santo è mostrato mentre dona parte del suo mantello a un mendicante.

## San Martino e la battaglia di Legnano

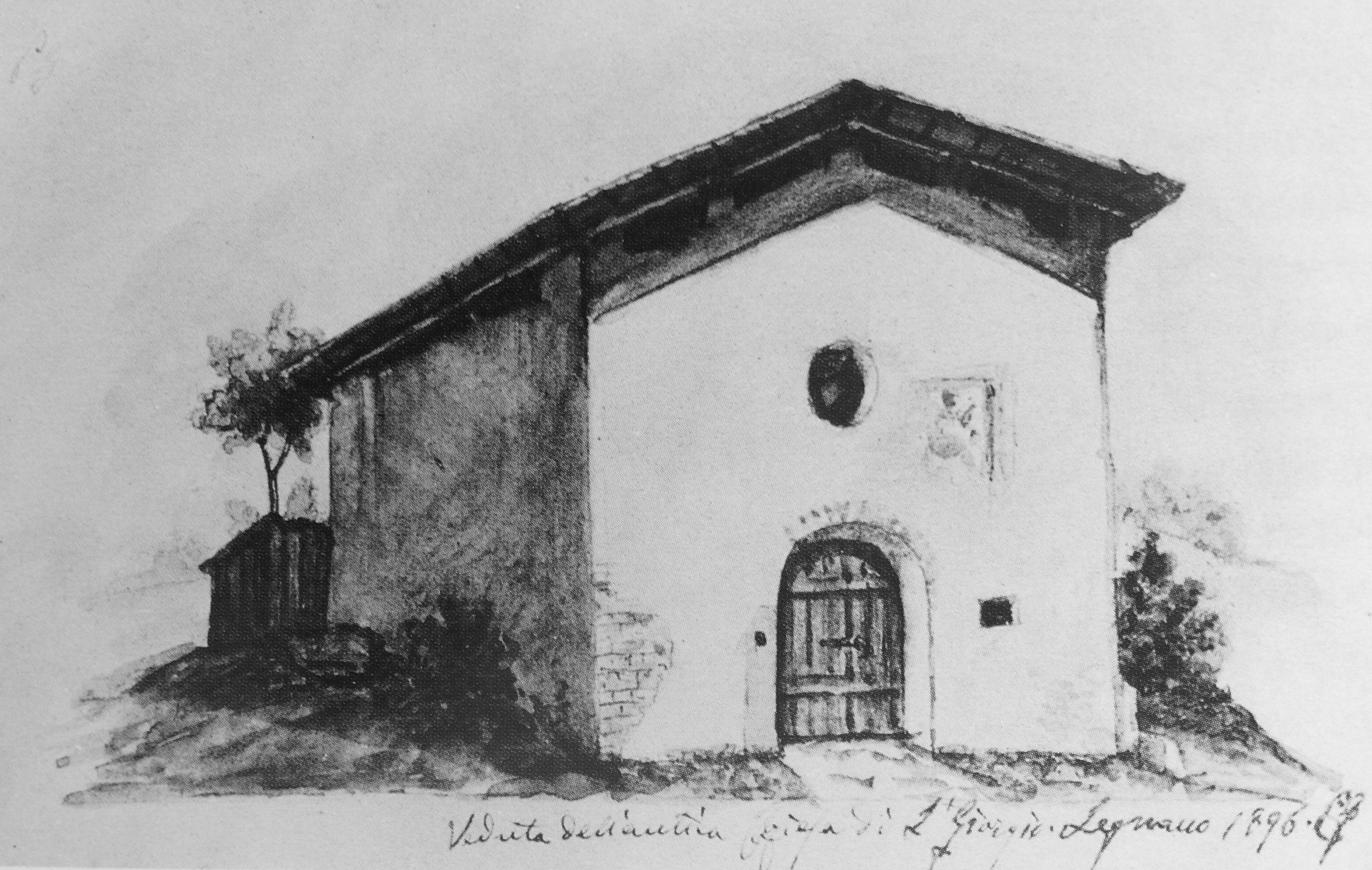
L'antica chiesetta medievale di San Giorgio nell'acquarello di Giuseppe Pirovano

Secondo alcune ipotesi, le fasi cruciali della battaglia di Legnano (quelle a difesa del Carroccio) sono state probabilmente combattute sul territorio ora appartenente alla contrada di San Martino.
Il Carroccio era situato sul bordo di un ripido pendio fiancheggiante il fiume Olona, così che la cavalleria imperiale, il cui arrivo era previsto lungo il corso del fiume, sarebbe stata obbligata ad assalire il centro dell'esercito della Lega Lombarda risalendo la scarpata. Il Barbarossa sarebbe stato quindi obbligato ad assalire l'esercito comunale in una situazione di svantaggio, dato che avrebbe dovuto attaccare dal basso risalendo tale avvallamento. La chiesa di San Martino domina infatti un pendio che digrada verso l'Olona, quindi potrebbe essere stato il luogo dove fu posizionato il Carroccio. L'esercito del Barbarossa arrivò poi dalla parte opposta, da Borsano: ciò obbligò i fanti comunali a resistere intorno al Carroccio, visto che avevano la strada di fuga sbarrata dal fiume Olona, che avevano alle spalle.
Un'altra ipotesi individua, come luogo delle ultime fasi della battaglia, il quartiere "costa di San Giorgio", non essendo in altra parte del Legnanese individuabile un altro avvallamento con le caratteristiche adatte alla sua difesa. Considerando l'ultima ipotesi citata, lo scontro finale potrebbe essere avvenuto anche su parte del territorio ora appartenente al comune di San Giorgio su Legnano.
Nella zona dove sorge la chiesa di San Martino era presente una chiesetta medioevale intitolata a San Giorgio che era impreziosita da significativi affreschi. Dalla fine dell'XIX secolo, a causa di epidemie di colera e vaiolo, la chiesa fu prima adibita a lazzaretto e poi venne demolita. L'unico reperto che è giunto a noi di questa chiesa è un'immagine ad acquerello opera di Giuseppe Pirovano che è esposta al museo civico Sutermeister. La chiesetta di San Giorgio si trovava in via del Confinante (l'attuale via Dandolo). Secondo Guido Sutermeister, intorno a questa chiesina furono seppelliti parte dei morti della battaglia di Legnano.